# فرناندو بيكسوتو كوستانزا
فرناندو بيكسوتو كوستانزا هو لاعب كرة قدم برازيلي، ولد في 29 نوفمبر 1998 في ريو دي جانيرو في البرازيل. لعب مع بوتافوغو ريغاتاس.

## وصلات خارجية
- فرناندو بيكسوتو كوستانزا على موقع قاعدة بيانات كرة القدم.إي يو (الإنجليزية)
- فرناندو بيكسوتو كوستانزا على موقع ليكيب (الفرنسية)
- فرناندو بيكسوتو كوستانزا على موقع Soccerbase.com (لاعب) (الإنجليزية)
- فرناندو بيكسوتو كوستانزا على موقع Soccerway.com (الإنجليزية)
- فرناندو بيكسوتو كوستانزا على موقع عالم كرة القدم.نت (الإنجليزية)
- فرناندو بيكسوتو كوستانزا على موقع AS.com (الإسبانية)